# Syntechna olivaceoviridis
Syntechna olivaceoviridis är en insektsart som beskrevs av Brunner von Wattenwyl 1878. Syntechna olivaceoviridis ingår i släktet Syntechna och familjen vårtbitare. Inga underarter finns listade i Catalogue of Life.